# Campylaspis horridoides
Campylaspis horridoides är en kräftdjursart som beskrevs av Knud Hensch Stephensen 1915. Campylaspis horridoides ingår i släktet Campylaspis och familjen Nannastacidae. Inga underarter finns listade i Catalogue of Life.